# 百年十色
『百年十色』(ひゃくねんといろ)は日本の歌手絢香のDVDシングル。

## 解説
本作は6thアルバム『LOVE CYCLE』に収録された楽曲であり、2月5日に本作のビデオ・クリップが公開され、ビデオの脚本及び原案は医療漫画『コウノドリ』の作者である鈴ノ木ユウが共同参賀して制作され、監督には向井宗敏が担当している。
本作のビデオ・クリップは、本楽曲の世界観に沿ったドラマ仕立てでの構成になっており、主演として中村蒼が主人公の雅也役を演じており、妻となる小春役として紺野彩夏が演じており、二人の出会いから結ばれていくまでの苦難と幸せ、時を超えた家族への愛と想いが描かれたストーリー構成となっているのだという。
映画『ペルセポネーの泪』主題歌。

## 収録曲
1. 百年十色 Music Video
2. 百年十色 Short Movie
3. 百年十色 at church -Room session-